# (74251) 1998 SV66
(74251) 1998 SV66 – planetoida z pasa głównego asteroid okrążająca Słońce w ciągu 4,59 lat w średniej odległości 2,76 j.a. Odkryta 20 września 1998 roku.